# Petcanché
Petcanché o 'Petkanché' es una hacienda ubicada en la localidad de Mérida, municipio de Mérida, en Yucatán, México. Se encuentra en el fraccionamiento Las Brisas al norte de la ciudad de Mérida, capital del estado de Yucatán.

## Toponimia
El nombre (Petcanché) significa en idioma maya la casa oscura de la culebra.

## Las haciendas en Yucatán
Las haciendas en Yucatán fueron organizaciones agrarias que surgieron a finales del siglo XVII y en el curso del siglo XVIII a diferencia de lo que ocurrió en el resto de México y en casi toda la América hispana, en que estas fincas se establecieron casi inmediatamente después de la conquista y durante el siglo XVII. En Yucatán, por razones geográficas, ecológicas y económicas, particularmente la calidad del suelo y la falta de agua para regar, tuvieron una aparición tardía.
Una de las regiones de Yucatán en donde se establecieron primero haciendas maiceras y después henequeneras, fue la colindante y cercana con Mérida. A lo largo de los caminos principales como en el "camino real" entre Campeche y Mérida, también se ubicaron estas unidades productivas. Fue el caso de los latifundios de Yaxcopoil, Xtepén, Uayalceh, Temozón, Itzincab y San Antonio Sodzil.
Ya en el siglo XIX, durante y después la llamada Guerra de Castas, se establecieron las haciendas henequeneras en una escala más amplia en todo Yucatán, particularmente en la región centro norte, cuyas tierras tienen vocación para el cultivo del henequén.
En el caso de Petcanché, al igual que la mayoría de las otras haciendas, dejaron de serlo, con peones para el cultivo de henequén, para convertirse en un ejido, es decir, en una unidad colectiva autónoma, con derecho comunitario de propiedad de la tierra, a partir del año 1937, después de los decretos que establecieron la reforma agraria en Yucatán, promulgados por el presidente Lázaro Cárdenas del Río. El casco de la hacienda permaneció como propiedad privada.

## Datos históricos
- En 1910 es adquirada por Gregorio R. Cantón a Ignacio Bozada.
- En 1920 es propiedad de Teófila Sierra.
- En 1921 cambia su nombre de Petckanché a San Juan Petkanché.
- En 9130 cambia su nombre a Petkanché
- En 1932 parte de ella es expropiada a favor del ejido de Itzimná.
- En 1939 parte de ella es expropiada a favor del ejido de Chuburná.
- En 1935 es propiedad de Gregorio G. Cantón Sierra y Lilia G. Cantón Sierra de Troyo.
- En 1936 se divide en tres fincas.
- En 1948 es propiedad de Manuela Rodríguez y Lilia de Troyo.
- En 1960 es vendida a Rafael Gastón Omar Díaz Castellanos.
- En 1978 el predio es urbanizado como predio de la colonia Alemán

## Restauración
El viejo casco de la hacienda ha sido restaurado.

## Importancia histórica
La capilla albergó en un tiempo los cuerpos de los obispos Leandro Rodríguez de la Gala y Crescencio Carrillo y Ancona.

## Demografía
Según el censo de 1970, datos del INEGI, la población de la localidad era de 159 habitantes. La población actualmente se encuentra conurbada a Mérida.
| 120                         | 86 | 75 | 73 | 36 | 68 | 24 | 159 |
| (Fuente: INEGI [Consultar]) |    |    |    |    |    |    |     |

## Galería

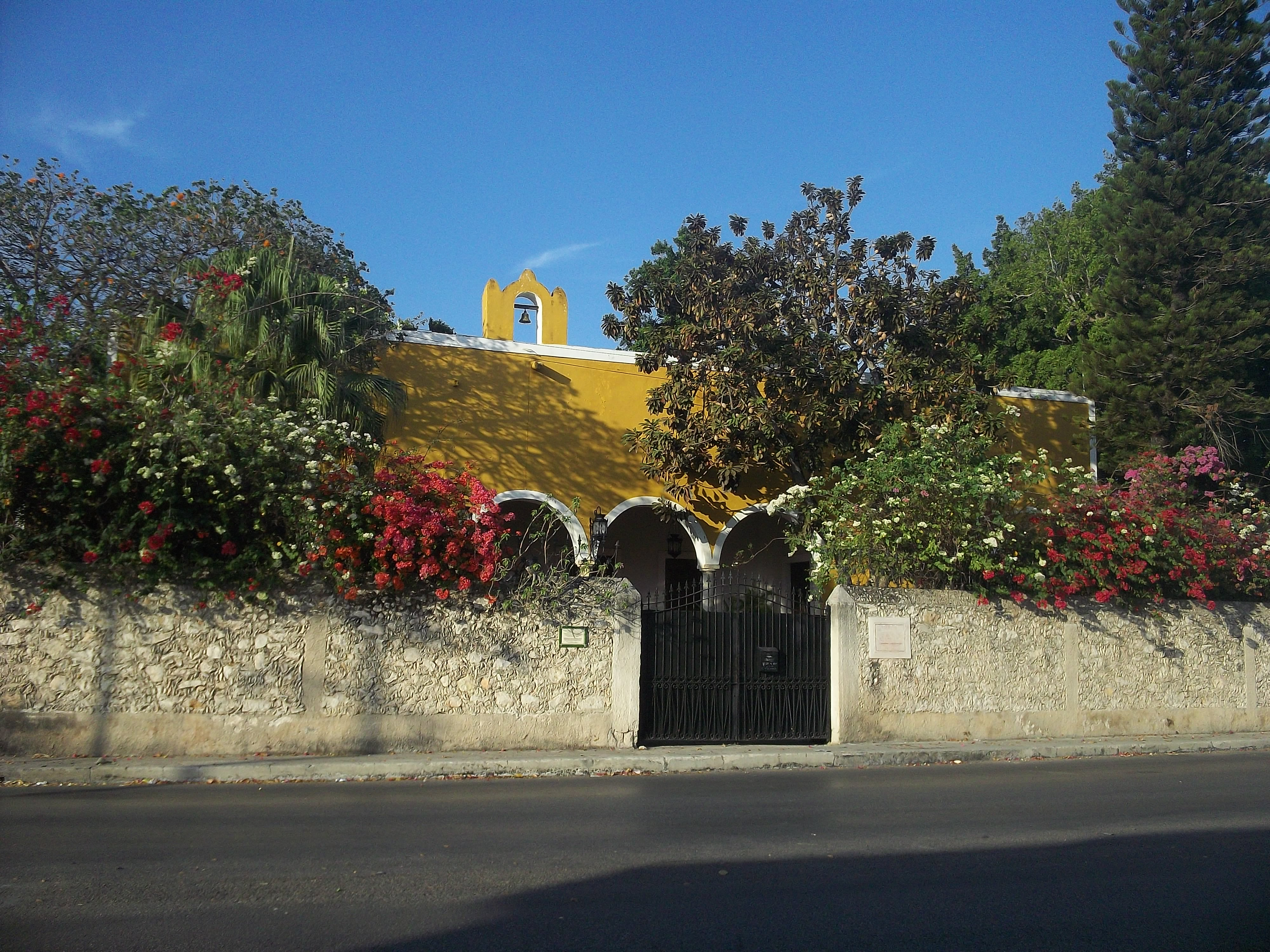
Hacienda.
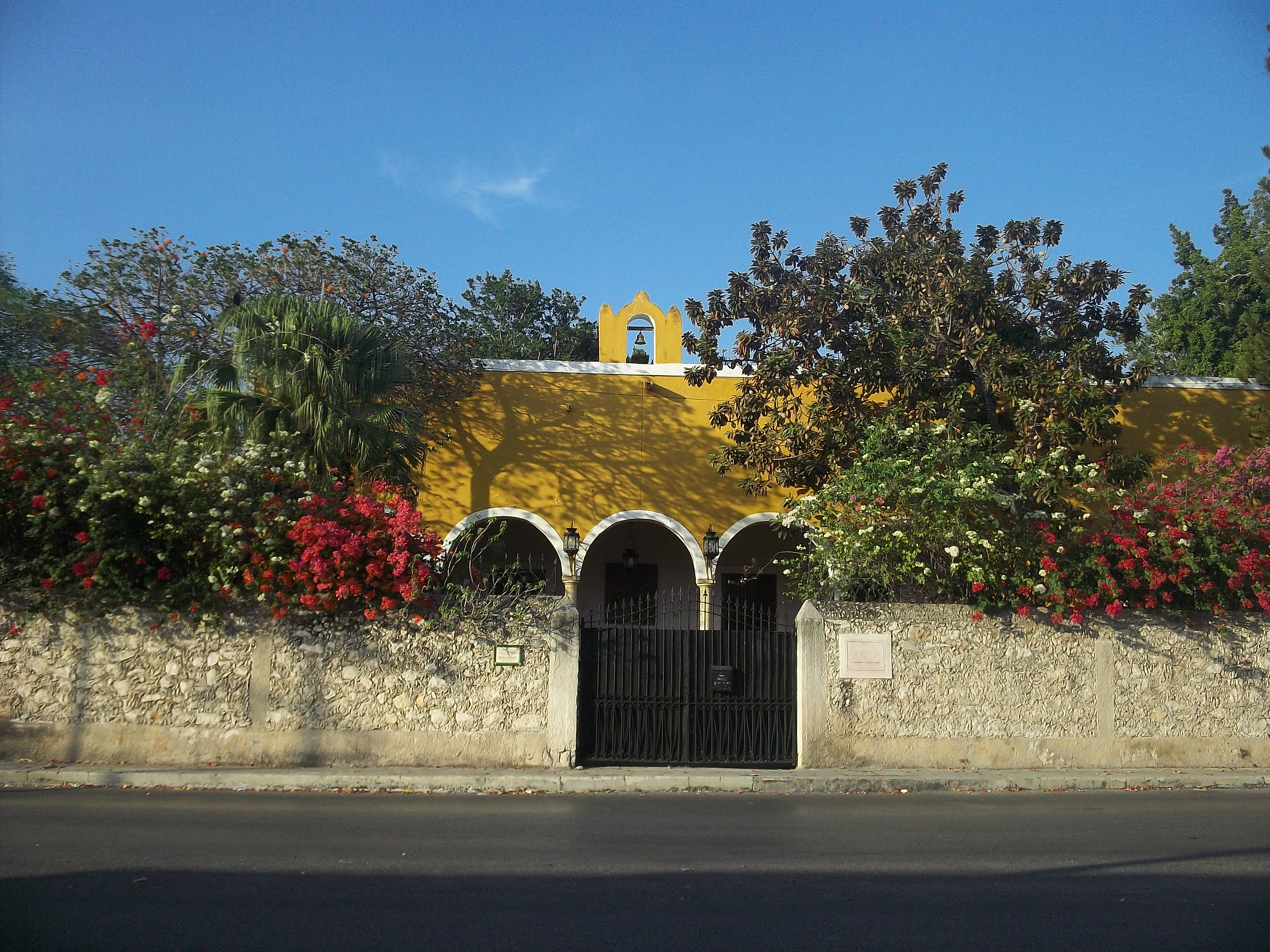
Hacienda.
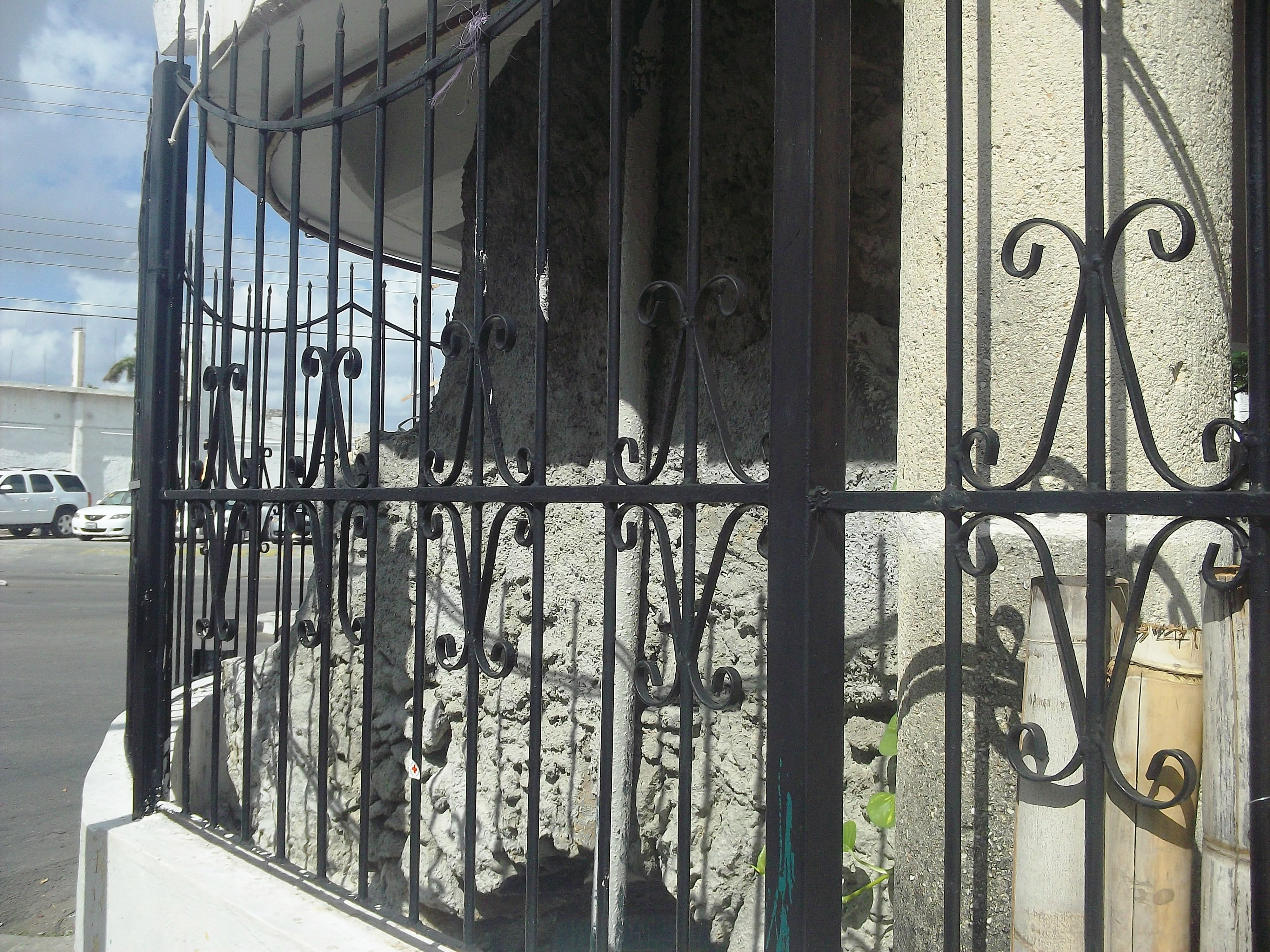
Pozo (demolido en 2014).
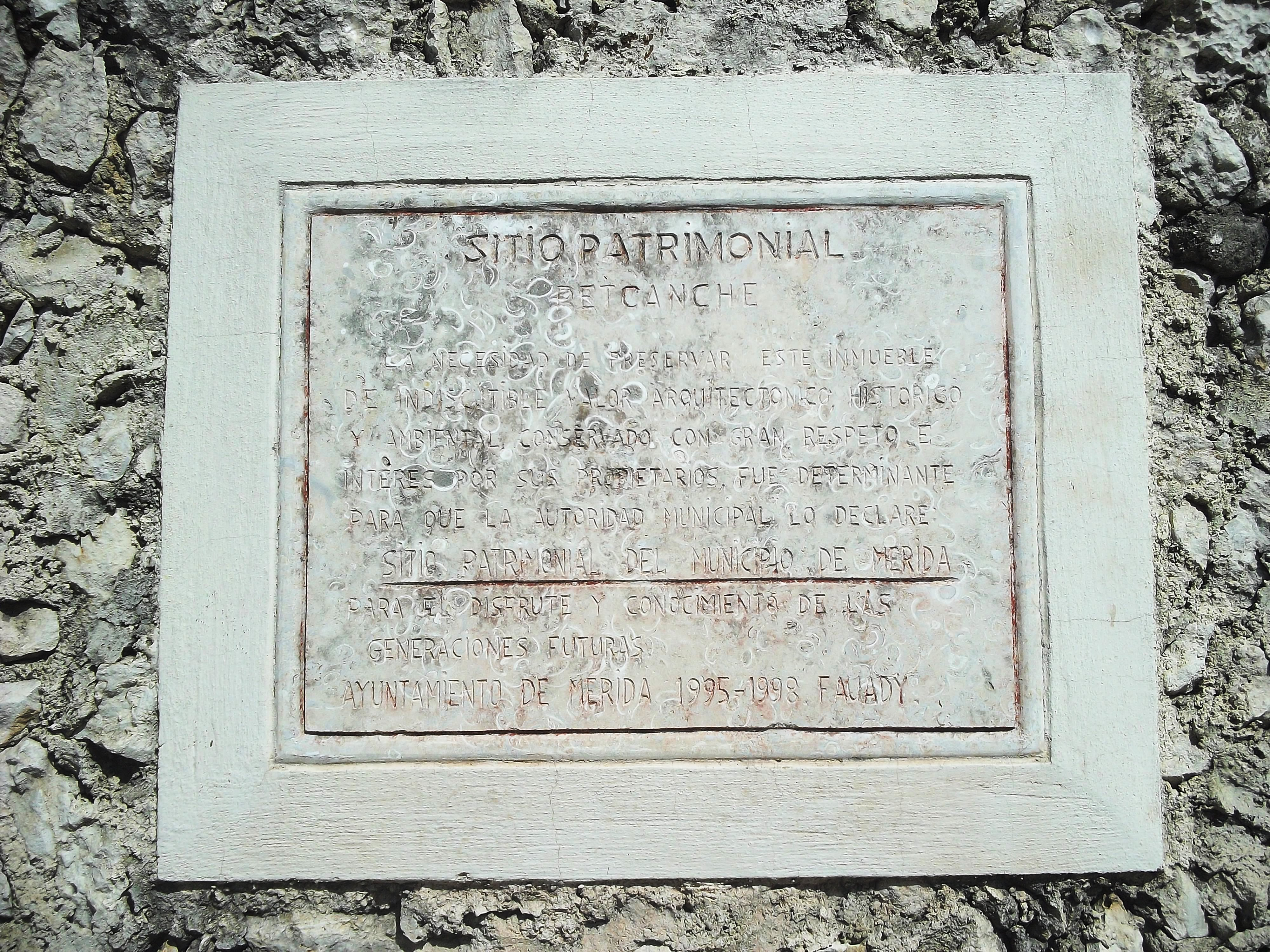
Placa.
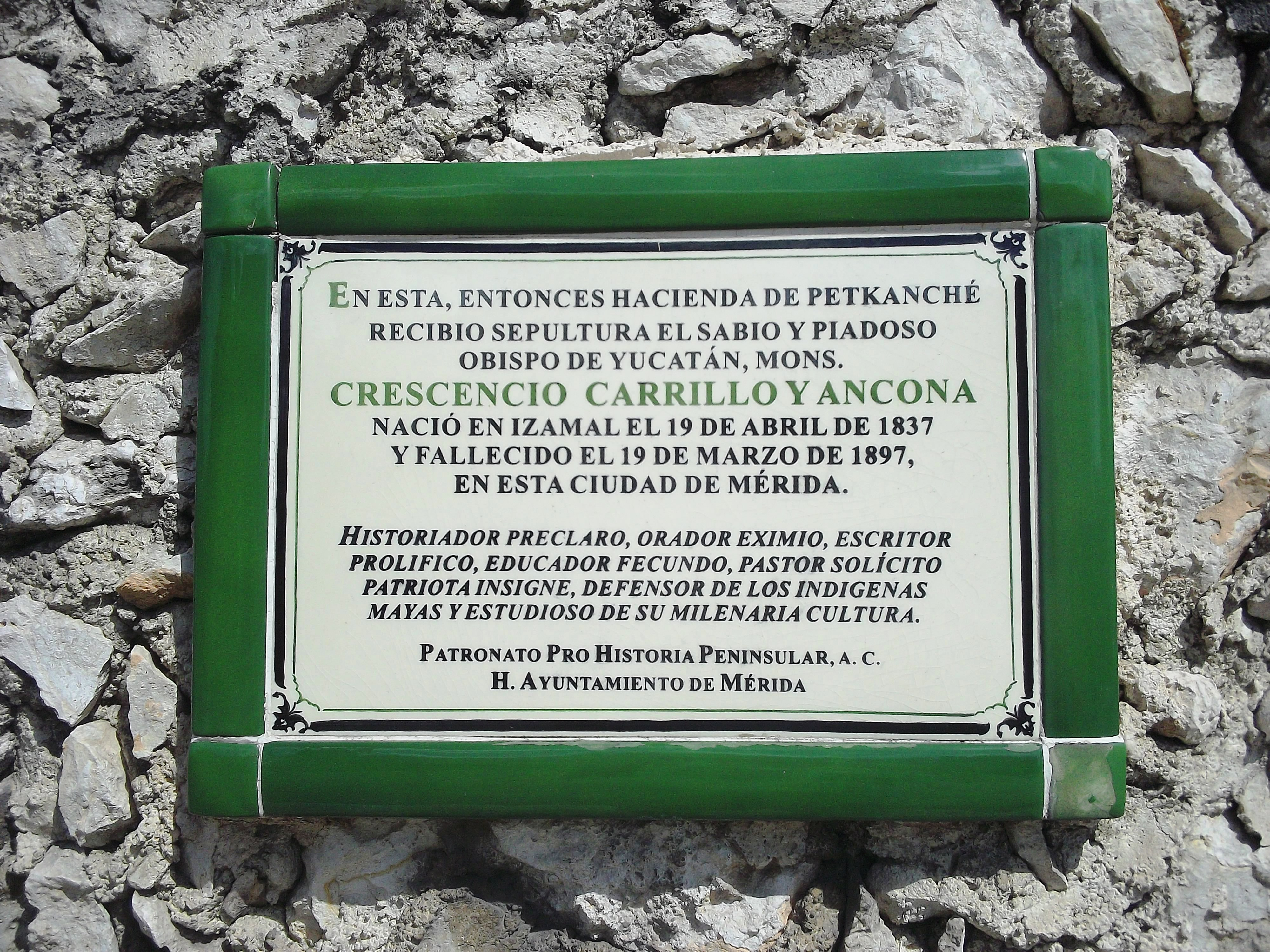
Placa.